# Міллкрік Тауншип (округ Клеріон, Пенсільванія)
Міллкрік Тауншип (англ. Millcreek Township) — селище (англ. township) в США, в окрузі Клеріон штату Пенсільванія. Населення — 365 осіб (2020).

## Демографія
Згідно з переписом 2010 року, у селищі мешкало 396 осіб у 173 домогосподарствах у складі 123 родин. Було 522 помешкання
Расовий склад населення:
| - 99,5 % — білих - 0,3 % — корінних американців |

До двох чи більше рас належало 0,3 %. Частка іспаномовних становила 0,3 % від усіх жителів.
За віковим діапазоном населення розподілялося таким чином: 19,9 % — особи молодші 18 років, 57,9 % — особи у віці 18—64 років, 22,2 % — особи у віці 65 років та старші. Медіана віку мешканця становила 49,5 року. На 100 осіб жіночої статі у селищі припадало 110,6 чоловіків;  на 100 жінок у віці від 18 років та старших — 103,2 чоловіків також старших 18 років.
Середній дохід на одне домашнє господарство  становив 51 516 доларів США (медіана — 46 429), а середній дохід на одну сім'ю — 62 388 доларів (медіана — 62 250). За межею бідності перебувало 12,7 % осіб, у тому числі 14,1 % дітей у віці до 18 років та 5,2 % осіб у віці 65 років та старших.
Цивільне працевлаштоване населення становило 174 особи. Основні галузі зайнятості: освіта, охорона здоров'я та соціальна допомога — 31,6 %, виробництво — 27,0 %, транспорт — 8,6 %, будівництво — 7,5 %.